# District de Châtillon-les-Dombes
Pour les articles homonymes, voir District de Châtillon.
Le district de Châtillon-les-Dombes était une division territoriale du département de l'Ain de 1790 à 1795.

## Composition
Il comprenait trois cantons :
Le canton de Châtillon-les-Dombes, composé des communes de Clémenciat (rattachée à L'Abergement-Clémenciat entre 1795 et 1800), Fleurieux (rattachée à Châtillon-sur-Chalaronne entre 1790 et 1794), Montcet et Vandeins.
Le canton de Marlieux, composé des communes de (?).
Le canton de Pont-de-Veyle, composé des communes de Saint-Sulpice et (?).

## Liens
- La réduction des Justices de paix en 1801 - Département de l'Ain
- Registre d'Etat Civil de Châtillon-sur-Chalaronne en 1823